# Sävedalens distrikt
Sävedalens distrikt är ett distrikt i Partille kommun och Västra Götalands län. 
Distriktet ligger väster om Partille.

## Tidigare administrativ tillhörighet
Distriktet inrättades 2016 och utgörs av en del av Partille socken i Partille kommun.
Området motsvarar den omfattning Sävedalens församling hade vid årsskiftet 1999/2000 och som den fick 1971 efter utbrytning ur Partille församling.